# Havängsdösen

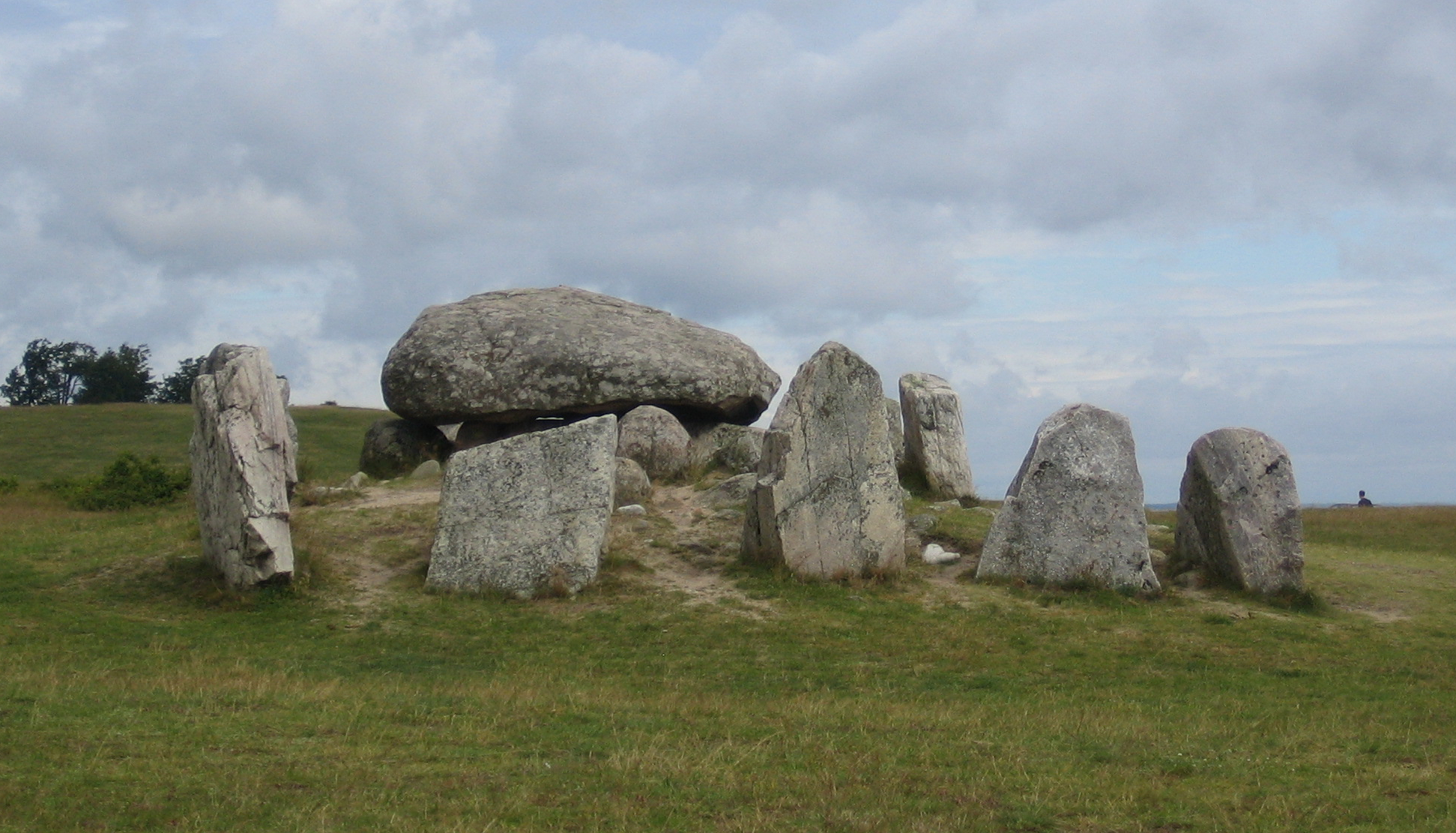
Havängsdösen, pohled od jihozápadu

Havängsdösen ("dösen" – švédsky dolmeny) je megalitická stavba, kamenný komorový hrob, který se nachází v jihozápadním Švédsku, v regionu Skåne. Pochází z období neolitu, stáří je odhadováno na 5000 let.

## Popis

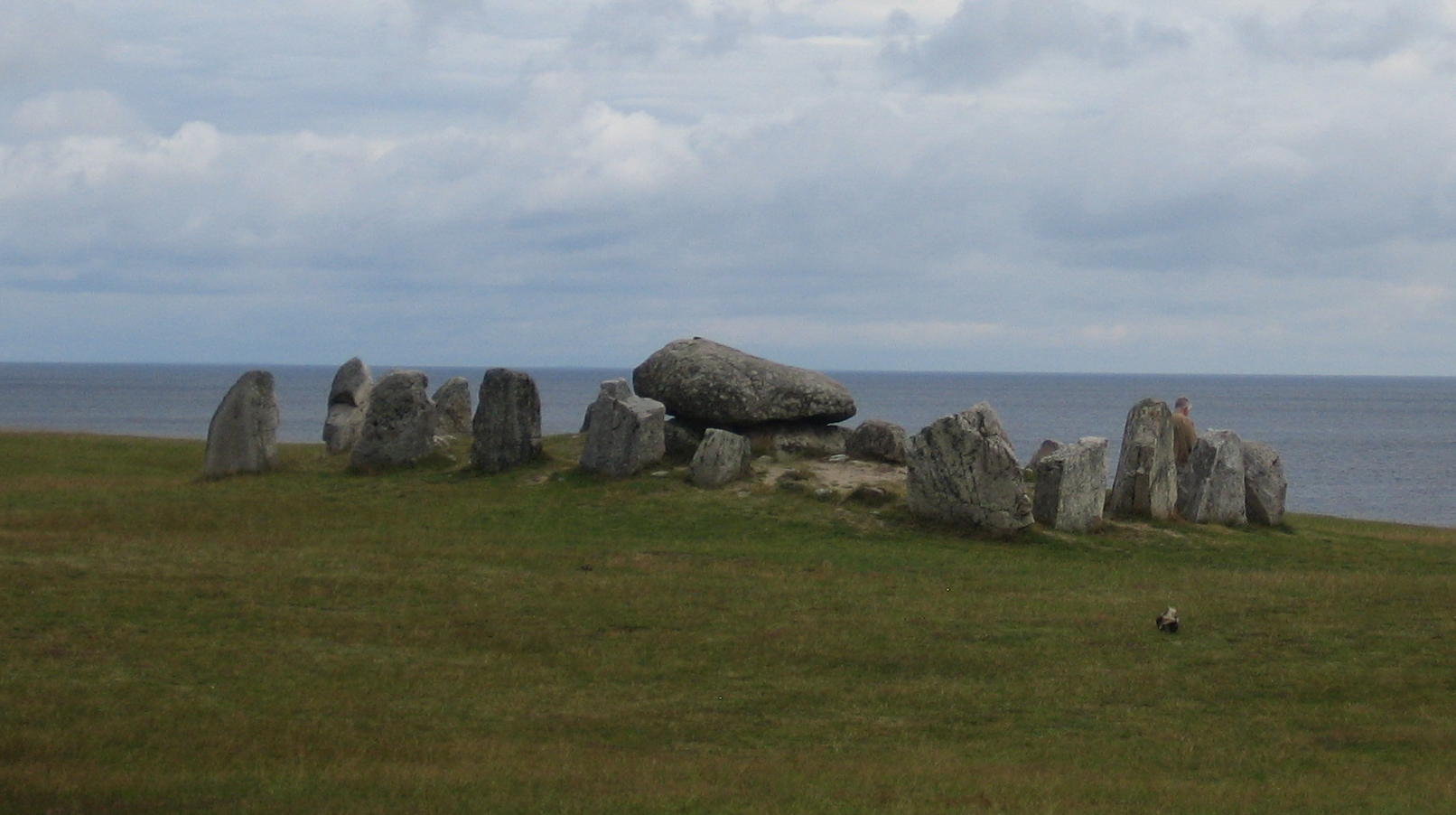
Havängsdösen, pohled od západu

Pohřební komora se nachází v Ravlunské farnosti na jižním okraji vojenské střelnice Ravlunda. Skládá se ze tří vedlejších kamenů, které jsou velké 1,65 x 0,5 m, střechu tvoří kámen o rozměrech 2,7 x 2 m. Hrobka je obklopena 16 vztyčenými bloky, vysokými 0,6 až 2 m, tvořícími obdélník. Hrobka zaujímá plochu zhruba 60 metrů čtverečních. Vstup do komory je orientován směrem k moři a ve směru pozice, kde slunce vychází za jarní a podzimní rovnodennosti. Slunce se objeví v moři na východním obzoru v 6:00 a svítí do hrobky 20 minut. To svědčí o dobrých astronomických znalostech stavitelů hrobky.
Hrobka byla objevena po těžké podzimní bouři v jihovýchodním Skåne na počátku 19. století. Během této bouře byl odvát písek, kterým byla hrobka do té doby zasypána.
Při archeologickém průzkumu této pohřební komory v roce 1869 bylo nalezeno jen několik kosterních pozůstatků a dobře nabroušený sekyrový pazourek, což nejspíš znamená, že hrob byl již navštíven vykradači hrobů.